# Shah Deniz-gasveld
Het gasveld Shah Deniz is het grootste aardgasveld in Azerbeidzjan. 

## Ligging
Het ligt in het zuiden van de Kaspische Zee voor de kust van Azerbeidzjan, 70 km ten zuidoosten van Bakoe op een diepte van 600 m. Het veld heeft een oppervlakte van 860 km² en werd in de jaren 1950 ontdekt. De ontwikkeling van het gasveld begon vanaf eind jaren 1990. Sinds 2007 voert de 691 km lange Zuid-Kaukasus pijplijn gas via Georgië naar Turkije en verder naar de Europese Unie.

## Eigenaars
Het wordt uitgebaat door BP, dat 25,5% van de aandelen bezit. Andere partners aan het begin zijn Statoil met 25,5%, SOCAR met 10%, Total met 10%, LukAgip, een vereniging van Eni en LUKoil met 10%, National Iranian Oil Company met 10% en Türkiye Petrolleri Anonim Ortaklığı (TPAO) met 9%.
In mei 2014 verkocht Total het belang in het veld en de pijplijn aan TPAO voor US$1,5 miljard. Korte tijd later volgde Statoil met de verkoop van 15,9% van de aandelen aan Petronas for US$2,25 miljard. Eerder had Statoil al zo'n 10% van het belang in het project verkocht.

## Reserves
Het Shah Deniz-gasveld bevat een geschatte voorraad van 1200 miljard m³ aardgas en 400 miljoen m³ gascondensaat. Het condensaat wordt gemengd met aardolie van het Azeri-Chirag-Guneshli-veld en door de Zuid-Kaukasus pijplijn via Georgië naar Turkije vervoerd, vanwaar de Trans-Anatolische pijplijn het gas naar de Griekse grens en de Europese Unie brengt.

## Uitbreiding
In 2008 begonnen de onderhandelingen voor een verdere ontwikkeling van het gasveld, fase 2. Na lange onderhandelingen bereikte de partners eind 2013 overeenstemming. Na de investeringen voor de tweede fase kon nog eens 16 miljard kubieke meter aardgas per jaar, bovenop de 9 miljard m³ van fase 1, worden geproduceerd. Er kwamen twee offshore platforms en er werden 26 putten geslagen.
Een belangrijk aspect was de afvoer van de extra gasproductie. De keuze viel op de Nabucco-pijpleiding die het gas vanaf de Georgisch-Turkse grens en de Zuid-Kaukasus pijplijn via de Balkan naar het hart de Europese Unie moest vervoeren, met een aftakking vanaf Griekenland naar Italië (Trans-Adriatische pijpleiding, TAP). De totale kosten van het project, inclusief de bouw van de pijplijn, werden geraamd uit op ongeveer US$ 45 miljard. Uiteindelijk werd de Nabucco-pijplijn in 2013 geannuleerd, en werd een jaar later de Trans-Anatolische pijplijn (TANAP) geïnitieerd. Deze pijplijn behelsde alleen het transport door Turkije naar de buitengrens van de EU in Griekenland, war deze aan moest sluiten op de Trans-Adriatische pijpleiding. Wanneer het eigen aardgas op raakt dan ziet Azerbeidzjan nog een rol als transitoland en kan buitenlands gas, bijvoorbeeld uit Iran of Oezbekistan, transporteren naar de afzetmarkten. Begin 2016 was 70% van het werk gereed in juni 2018 werd het eerste gas door de TANAP aan Turkije geleverd. In december 2020 begonnen de leveringen aan Europa. Het aandeel in de totale projectkosten van fase 2 voor Azerbeidzjan is ongeveer US$ 10 miljard. 